# Рожков, Денис Игоревич
Денис Игоревич Рожков (род. 3 июля 1976, Москва) — российский актёр и телеведущий.

## Биография
Денис Рожков родился 3 июля 1976 года в Москве. Рос без отца. В 1993 году окончил школу № 1058. На конкурсе чтецов юношу заметила Ганыш Н. П. (руководитель театра-студии «Зеркало» при ЦДЮТ Северное Тушино), что и определило в итоге актёрскую судьбу Дениса. В студии Денис познакомился с Павлом Майковым, с которым впоследствии и играл на малой сцене студии, а спустя несколько лет поступил в Школу-студию МХАТ (мастерская О. П. Табакова), завершил в ней обучение в 1999 году.
Выступал в Русском Реалистическом театре, «Дебют-центре» при ЦДА. На сегодняшний день работает в Старом театре.
С 2008 по 2011 годы снимался в сериале «Глухарь», сериал принёс Денису огромную популярность.
С 22 января по 30 июля 2011 года на НТВ вёл передачу «Кулинарный поединок», а ещё ранее был соведущим телелотереи «Русское лото».
С 2017 играет в музыкальной группе «Итака» на трубе.

## Личная жизнь
В театре познакомился с Ириной, художником по дизайну, затем они стали жить вместе и впоследствии поженились. В 1999 году у них родился сын Иван.

## Фильмография
| Год          |    | Название                          | Роль                                                                                                  |
| ------------ | -- | --------------------------------- | --- |
| 2008         | с  | Поцелуй не для прессы             | эпизод, солдат в Чечне                                                                                |
| 2008—2011    | с  | Глухарь                           | Денис Олегович Антошин, инспектор ДПС/оперуполномоченный, лейтенант милиции/старший лейтенант милиции |
| 2009         | тф | Глухарь. Приходи, Новый год!      | Денис Олегович Антошин, оперуполномоченный, старший лейтенант милиции                                 |
| 2010         | тф | Глухарь. Снова Новый!             | Денис Олегович Антошин, оперуполномоченный, старший лейтенант милиции                                 |
| 2010         | ф  | Глухарь в кино                    | Денис Олегович Антошин, оперуполномоченный, старший лейтенант милиции                                 |
| 2010         | с  | Отдел (фильмы «Дэн» и «по Праву») | Денис Олегович Антошин, оперуполномоченный, старший лейтенант милиции                                 |
| 2011         | тф | Опять Новый!                      | камео (Денис Рожков/Антошин)                                                                          |
| 2011         | с  | Чужие крылья                      | капитан Алексей Рудаков                                                                               |
| 2011—2024    | с  | Чужой район                       | Андрей Фролов, участковый                                                                             |
| 2012         | с  | Отпуск                            | Иван Кудрявцев                                                                                        |
| 2013         | с  | Карпов. Сезон второй              | Денис Олегович Антошин, капитан полиции, сотрудник ГИБДД                                              |
| 2013         | с  | Пятницкий. Глава третья           | Денис Антошин, капитан полиции, сотрудник ГИБДД                                                       |
| 2014         | с  | Карпов. Сезон третий              | Денис Олегович Антошин, бывший капитан полиции                                                        |
| 2014         | с  | Пятницкий. Глава четвертая        | Денис Олегович Антошин, бывший капитан полиции                                                        |
| 2014—2015    | с  | Законы улиц                       | Михаил Богун                                                                                          |
| 2014         | с  | Перевозчик                        | Станислав Агеев                                                                                       |
| 2019 — н. в. | с  | Условный мент                     | Дмитрий Иванович Рыжов, главная роль                                                                  |